# Памятник А. С. Пушкину (Николаев)
Памятник А. С. Пушкину в Николаеве расположен на Набережной улице в месте, где начинается Ингульский мост. Представляет собой бронзовую фигуру двадцатипятилетнего Александра Пушкина на гранитном постаменте.
Памятник создан в 1988 году Юрием Макушиным.
21 мая 2022 года памятник был демонтирован в рамках дерусификации Украины.